# Tritoniidae
Tritoniidae Lamarck, 1809 è una famiglia di molluschi nudibranchi, unica famiglia della superfamiglia Tritonioidea.

## Tassonomia
La famiglia comprende i seguenti generi:
- Duvaucelia Risso, 1826
- Marianina Pruvot-Fol, 1931
- Marionia Vayssière, 1877
- Paratritonia Baba, 1949
- Tochuina Odhner, 1963
- Tritonia Cuvier, 1798
- Tritonicula Korshunova & Martynov, 2020
- Tritonidoxa Bergh, 1907
- Tritoniella Eliot, 1907
- Tritoniopsis Eliot, 1905